# Mitch Evans
Mitchell Evans (Auckland, 24 giugno 1994) è un pilota automobilistico neozelandese.
Ha vinto il campionato Formula Toyota nel 2010 e 2011 e la GP3 Series 2012. Partecipa al Campionato di Formula E con la Jaguar Racing.

## Carriera

### Inizio carriera
Nato ad Auckland, Evans, campione di kart nella categoria 100cc, vince anche il trofeo CIK di Nuova Zelanda al livello KF3. Si sposta in Formula First per la stagione 2007, partecipando a tre gare della Winter Series al Circuito di Manfeild e concludendo la stagione 18º. Corre poi tutto il campionato neozelandese nel 2007-2008, finendo 9º in classifica e segnando un giro più veloce.

### Formula Ford
Torna a Manfield per la Winter Series del 2008, disputando la stagione di Formula Ford, e vincendo sette gare sulle dodici alle quali partecipa. Nella Formula Ford della sua nazione, nel 2008-09, Evans battaglia con la Tauranga di Richie Stanaway, che gli arrivò davanti per circa 100 punti. Evans vinse sei gare durante la stagione, incluse quelle di Taupo e Manfeild.
Per il 2009, Evans si trasferì nella Formula Ford australiana e partecipò al campionato dello stato della Victoria. Arrivò 2º in classifica, dietro a Luke Ellery nel campionato dello stato e in quello nazionale dietro al suo compagno alla Sonic Motor Racing Services, Nick Percat. Durante la stagione, Evans diventò il più giovane vincitore della storia del campionato, quando vinse a Sandown Raceway, in agosto. Subito dopo aver ottenuto questa vittoria, vinse altre cinque gare, tra le quali Queensland Raceway e una doppia vittoria a Surfers Paradise.

### Formula 3

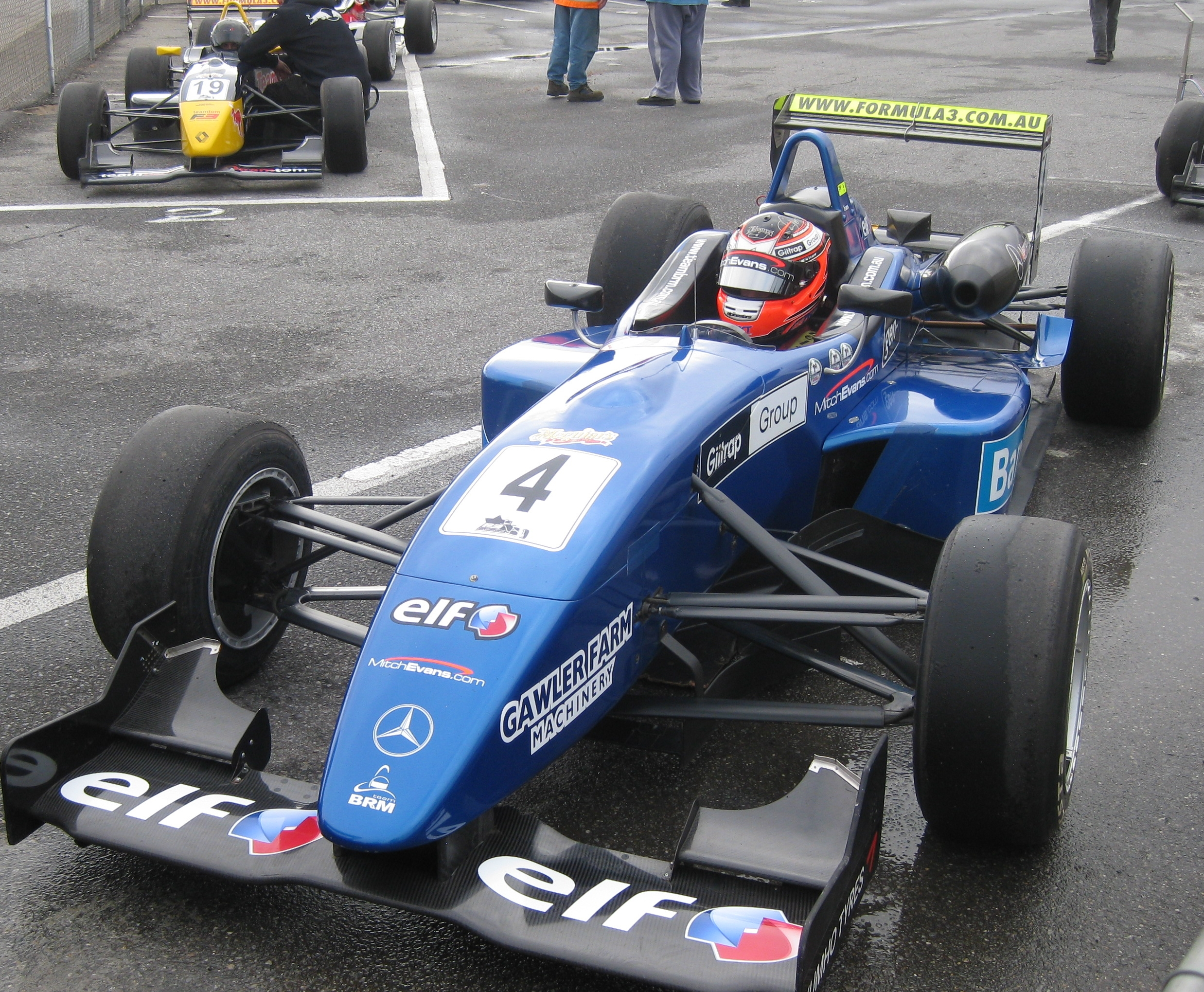
Evans alla quarta gara del Campionato Australiano Piloti a Mallala.

Evans fu scelto dalla squadra di Formula 3 australiana Team BRM per partecipare con loro alla gara finale della stagione, a Sandown. La BRM ingaggiò Evans nel tentativo di aiutare Joey Foster a vincere il campionato. Evans tenne un ritmo velocissimo, tanto da segnare il tempo più veloce nelle prove libere, il 3º in qualifica. Nella prima gara finisce 4º in classifica generale e 3º nella categoria Gold Star, a distanza da Kristian Lindbom di una decina di secondi. Tuttavia, nella seconda corsa, Evans portò via al compagno Foster il record di più giovane vincitore della Formula 3 SuperPrix, ma lui nel frattempo vinse il Campionato Piloti Australiani.
Nel 2010 Evans corse nella Formula Toyota con il team Giles Motorsport. Alla prima gara, Evans conquistò la pole position e vinse la gara, impresa che non accadeva da quando Brendon Hartley fece il suo debutto nella categoria nel 2005. A quella si aggiunse una seconda vittoria a Timaru e vinse la prima corsa in formula contemporaneamente al nuovo circuito di Hampton. Conquistò il titolo a Taupo per tre punti, spegnendo le aspettative del connazionale Earl Bamber che vinse tutte e tre le gare rimanenti in quel circuito.
Evans tornò alla Formula 3 australiana nel 2010 e vinse le prime tre gare della stagione a Wakefield Park. Saltò la seconda gara a Symmons Plains per provare una vettura di Formula Abarth a Misano, in Italia. Ma riprese il campionato velocemente vincendo a Phillip Island.

### GP3 Series
Evans fu ingaggiato per gareggiare nella GP3 Series 2011 per la MW Arden, team comandato sia da Christian Horner (direttore della Red Bull Racing di Formula 1), sia dal pilota Red Bull Mark Webber (manager di Evans). La serie presenta delle Dallara-Renault identiche e di nuova generazione ed è considerata la serie propedeutica alla GP2 e successivamente alla Formula 1.
Evans vinse gara-1 a Barcellona, in Spagna, dopo essere finito 6º e 7º nelle prime due gare, ad Istanbul, in Turchia. Si presentò poi a Valencia al 3º posto in campionato, riuscendo addirittura a diventare leader dopo aver conquistato un 3º e un 4º posto nelle due corse della comunità spagnola, con quattro punti di vantaggio su Nigel Melker; inoltre, la MW Arden era al comando della classifica costruttori.
Tuttavia, le sue performance calarono dopo quel week-end e riuscì ad ottenere un solo altro punto grazie ad un 8º posto in gara-1 a Monza, in Italia. Alla fine terminò la stagione 9º in campionato con 29 punti.
Rimasto alla MW Arden per la GP3 Series 2012, Evans iniziò con una vittoria in gara-1 nella gara d'apertura a Barcellona. Ottenne altre vittorie a Valencia e ad Hockenheim, oltre ad altri due piazzamenti sul podio. Conquistò la sua quarta pole position dell'anno nell'ultimo appuntamento della stagione, a Monza, ma non completò gara-1 e ciò lo costrinse a partire da molto indietro in gara-2. Fu protagonista di una grande rimonta sino al 7º posto, quando una foratura mise fine alla sua gara e non ottenne neanche il punto del giro veloce che aveva conquistato, poiché non finì tra i primi dieci. Il tedesco Daniel Abt concluse secondo quella gara, arrivando così al 2º posto in campionato dietro ad Evans per soli due punti.
Mark Webber disse ai media di essere molto orgoglioso del suo protetto e predisse che Evans sarebbe passato alla GP2 nel 2013. «Ci sono un sacco di buoni piloti lì (GP3)», disse «ma è stato Mitch ad avere la maggior parte delle pole position e delle vittorie. Sta imparando tutto per tempo e prevedo che si sposterà in un'altra categoria l'anno prossimo e mostrerà a tutti che eccezionale talento è».

### GP2 Series
La previsione di Webber si rivelò azzeccata, poiché Evans si spostò alla GP2, sempre con la Arden, come compagno di squadra dell'esperto Johnny Cecotto Jr.. Al primo week-end della stagione, a Sepang, in Malaysia, dove non aveva mai corso prima, Evans soffrì di intossicazione alimentare ed ebbe diversi problemi in gara-1, ma finì al 3º posto in gara-2 e all'età di 18 anni, sempre debuttante, diventò il pilota più giovane della storia della GP2 a salire sul podio. Terminò al quattordicesimo posto in classifica generale, ottenendo quattro podi durante la stagione.
Per la stagione 2014 corse per la Russian Time, dove ebbe come compagno di squadra Artëm Markelov. Nel corso della stagione vinse la sua prima gara nella serie trionfando in gara-1 a Silverstone. Successivamente vinse, sempre in gara-1, anche ad Hockenheim. Concluse quindi la stagione con il 4º posto nella classifica piloti con 174 punti.
Confermato, insieme ad Artëm Markelov, alla Russian Time concluse la stagione al 5º posto della classifica piloti con 135 punti. Nel corso della stagione vinse in gara-2 al Gp di Italia e, sempre in gara-2, al GP del Bahrein.
Per la stagione 2016, terza stagione nella categoria, cambia team passando alla Campos Racing insieme a Sean Gelael. Ottiene una vittoria e termina il campionato al dodicesimo posto.

### Formula E

#### 2016-17

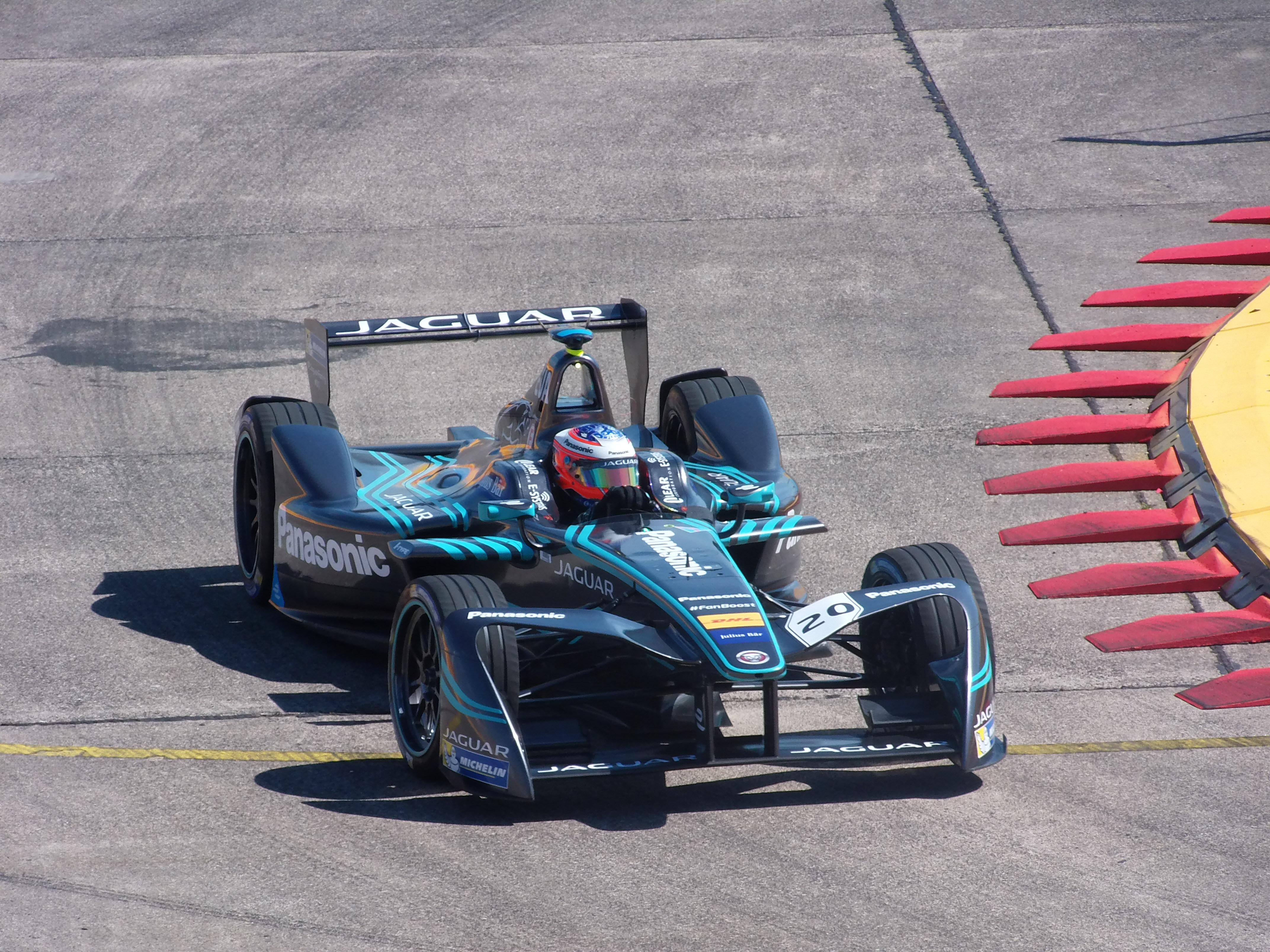
Evans a Berlino, sulla Jaguar.(2017)

Dal 2016 corre nel campionato di Formula E in seno alla Jaguar. Dopo un inizio di stagione travagliato il neozelandese riesce a coglere i primi punti in Messico, con un sorprendente 4º posto. Giunge a punti anche nelle due gare successive rispettivamente decimo e nono. Ottiene gli ultimi punti a New York, per un totale di 22 a fine anno che gli valgono la 14ª posizione in classifica e la riconferma da parte della squadra.

#### 2017-18
Per la seconda stagione consecutiva il neozelandese viene confermato al fianco di Nelson Piquet Jr.. Nella seconda gara ad Hong Kong ottiene il primo podio nella categoria che è anche il primo per la Jaguar in Formula E. Durante la stagione non riesce a ripetersi in quanto a podi, ma ottiene diversi piazzamenti a punti che lo portano alla settima posizione della classifica generale.

#### 2018-19
Nella stagione 2018-2019 viene nuovamente confermato dal team Jaguar. Nella prima parte della stagione ottiene regolarmente piazzamenti a punti, culminati con la vittoria dell'E-Prix di Roma, prima affermazione nella categoria. Va in zona punti anche a Monaco, mentre arriva 2º a Berna e alla prima gara di New York, quella del sabato. Inizia la gara della domenica essendo uno dei tre piloti che hanno ancora la possibilità di vincere il campionato: gli altri due sono Jean-Éric Vergne e Lucas Di Grassi; tuttavia un contatto proprio con il brasiliano, all'ultimo giro, lo fa retrocedere al 17º posto. Termina la stagione al 5º posto: perde la posizione in campionato a vantaggio di Sébastien Buemi (che supera anche Di Grassi) e di Robin Frijns (vincitore proprio dell'ultima gara).

#### 2019-20

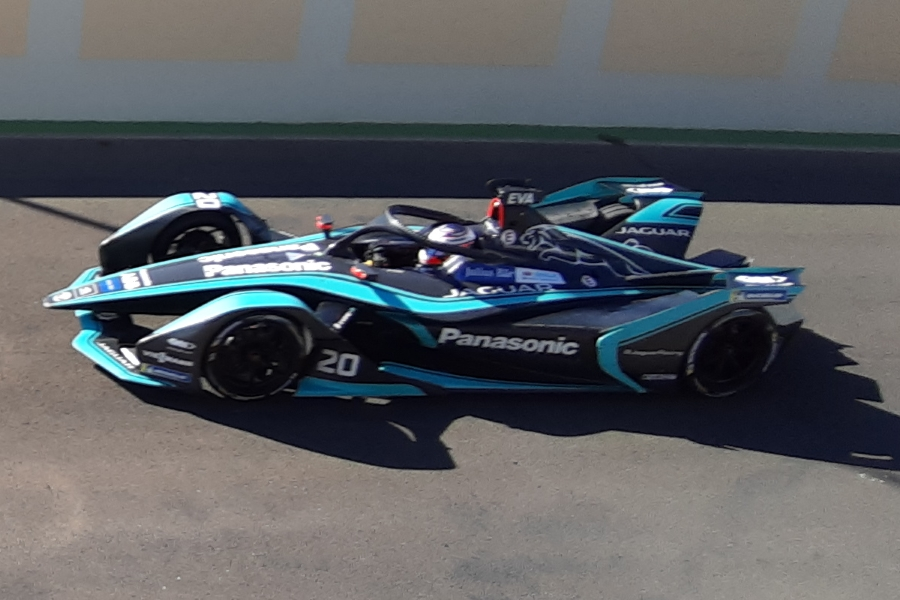
Evans durante E-Prix di Marrakech 2020

Evans viene confermato anche dalla Jaguar per la stagione 2019-2020. Dopo risultati deludenti a Dirʿiyya arriva terzo nel E-Prix di Santiago e nella gara successiva in Messico conquista la sua seconda vittoria nella categoria. Nelle gare successive non raggiunge ottimi risultati, chiude settimo in classifica finale.

#### 2020-21
Il neozelandese viene confermato per la quinta stagione dalla Jaguar Racing, con un nuovo compagno di team, Sam Bird. La stagione si dimostra molto competitiva, Evans conquista cinque podi che lo portano quarto in classifica finale, il suo miglior risultato nella Formula E, grazie anche i risultati di Bird, il team Jaguar arriva secondo dietro a Mercedes EQ Formula E Team nella classifica a squadre.

#### 2021-22
Prima dell'ultima gara della stagione 2020-2021 Evans viene confermato dalla Jaguar per la stagione seguente insieme ancora una volta a Sam Bird. Nei primi tre E-Prix della stagione conquista solo un punto, mentre nel E-Prix di Roma Evans ha un weekend perfetto, riesce a vincere entrambe le due gare. Il momento d'oro di Evan continua anche a Monaco dove conquista la Pole position e chiude secondo in gara dietro a Stoffel Vandoorne. Evans torna alla vittoria nel E-Prix di Giacarta battendo Jean-Éric Vergne sul finale di gara, nel successivo E-Prix di Marrakech chiude terzo dietro a Edoardo Mortara e António Félix da Costa. Nel E-Prix di Seoul torna alla vittoria ma non basta per battere in classifica Stoffel Vandoorne che chiude in testa con 33 punti di vantaggio.

#### 2022-23
Evans viene confermato dal team insieme a Sam Bird anche per la stagione 2023. Dopo un inizio di stagione sotto le aspettative, il pilota neozelandese ottiene due vittorie consecutive, la prima nell'E-Prix di San Paolo e la seconda a Berlino. A Monaco arriva secondo dietro Nick Cassidy mentre torna alla vittoria nella prima gara di Roma dopo essere  partito in Pole. Nell'E-Prix di Londra, ultimo round della stagione ottiene la sua quarta vittoria stagionale e chiude terzo in classifica piloti.

#### 2023-24
Evans rimane nella serie sempre con la Jaguar Racing, come suo compagno di team arriva Nick Cassidy al posto di Sam Bird. Nell'E-Prix di Monaco ottiene la vittoria davanti al suo compagno di team. La sua seconda vittoria stagionale arriva a Shangai, lanciandosi tra i favoriti per la vittoria al titolo. A Londra, ultimo round della stagione si gioca in campionato con Cassidy e Pascal Wehrlein, con quest'Ultimo che riesce a vincere, Evans si deve accontentare del secondo posto.

#### 2024-25
Confermato ancora dal team Jaguar, nella prima gara stagionale a San Paolo, parte in griglia dal ultima posizione ma riesce a rimontare fino alla vittoria davanti ad António Félix da Costa e Taylor Barnard. Evans è stato il primo pilota in Formula E a riuscire nel impresa di vincere partendo da ultimo.

## Risultati

### Riassunto della carriera
| Stagione  | Serie                                   | Squadra                     | Gare | Vittorie | Pole | G/v | Podi | Punti | Pos. |
| --------- | --------------------------------------- | --------------------------- | ---- | -------- | ---- | --- | ---- | ----- | ---- |
| 2007      | Formula First Manfeild Winter Series    |                             | 3    | 0        | 0    | 0   | 0    | 105   | 18º  |
| 2007–2008 | Formula First Championship neozelandese | Sabre                       | 18   | 0        | 0    | 1   | 0    | 707   | 9º   |
| 2008      | Formula Ford Manfeild Winter Series     | Sabre                       | 12   | 7        | 2    | 9   | 10   | 813   | 1º   |
| 2008–2009 | Formula Ford neozelandese               |                             | 21   | 6        | 3    | 5   | 13   | 1111  | 2º   |
| 2009      | Campionato Piloti Australiano           | Team BRM                    | 2    | 1        | 0    | 0   | 2    | 32    | 5º   |
| 2009      | Formula Ford australiana                | Sonic Motor Racing Services | 23   | 6        | 3    | 6   | 15   | 297   | 2º   |
| 2009      | VSCRC Formula Ford Fiesta Series        |                             | 2    | 1        | ?    | ?   | 1    | 176   | 2º   |
| 2010      | Formula Toyota                          | Giles Motorsport            | 15   | 3        | 8    | 5   | 10   | 915   | 1º   |
| 2010      | Campionato Piloti Australiano           | Team BRM                    | 17   | 8        | 4    | 4   | 16   | 219   | 2º   |
| 2011      | Formula Toyota                          | Giles Motorsport            | 15   | 7        | 6    | 5   | 14   | 973   | 1º   |
| 2011      | GP3 Series                              | MW Arden                    | 16   | 1        | 2    | 0   | 2    | 29    | 9º   |
| 2011      | F3 britannica                           | Double R Racing             | 3    | 0        | 0    | 0   | 0    | 10    | 20º  |
| 2012      | Formula Toyota                          | Giles Motorsport            | 6    | 2        | 4    | 2   | 4    | 284   | 19º  |
| 2012      | GP3 Series                              | MW Arden                    | 16   | 3        | 4    | 3   | 6    | 151,5 | 1º   |
| 2013      | GP2 Series                              | Arden International         | 22   | 0        | 0    | 0   | 4    | 56    | 14º  |
| 2013      | Formula Toyota                          | Giles Motorsport            | 3    | 2        | 2    | 1   | 2    | 204   | 18º  |
| 2014      | GP2 Series                              | Russian Time                | 22   | 2        | 0    | 1   | 6    | 174   | 4º   |
| 2014–15   | V8SuperTourers Championship             | Team 4                      | 3    | 0        | 0    | 1   | 2    | 245   | 28º  |
| 2015      | GP2 Series                              | Russian Time                | 19   | 2        | 0    | 2   | 7    | 135   | 5º   |
| 2015      | 24 Ore di Le Mans                       | Jota Sport                  | 1    | 0        | 0    | 0   | 1    | N.A.  | 2º   |
| 2016      | GP2 Series                              | Campos Racing               | 22   | 1        | 0    | 2   | 1    | 90    | 12º  |
| 2016      | European Le Mans Series                 | SMP Racing                  | 1    | 0        | 0    | 0   | 0    | 10    | 24º  |
| 2016-17   | Formula E                               | Jaguar Racing               | 12   | 0        | 0    | 1   | 0    | 22    | 14º  |
| 2017-18   | Formula E                               | Jaguar Racing               | 12   | 0        | 1    | 0   | 1    | 68    | 7º   |
| 2018-19   | Formula E                               | Jaguar Racing               | 13   | 1        | 0    | 0   | 3    | 105   | 5º   |
| 2019-20   | Formula E                               | Jaguar Racing               | 11   | 1        | 1    | 1   | 2    | 71    | 7º   |
| 2020-21   | Formula E                               | Jaguar Racing               | 15   | 0        | 0    | 1   | 3    | 90    | 4º   |
| 2021-22   | Formula E                               | Jaguar Racing               | 16   | 4        | 1    | 1   | 7    | 180   | 2º   |
| 2022-23   | Formula E                               | Jaguar Racing               | 16   | 4        | 2    | 2   | 7    | 197   | 3º   |
| 2023-24   | Formula E                               | Jaguar Racing               | 16   | 2        | 3    | 2   | 6    | 192   | 2º   |

### Risultati in GP3 Series
| Anno | Team     | 1         | 2          | 3         | 4         | 5         | 6         | 7         | 8           | 9          | 10         | 11          | 12          | 13         | 14          | 15          | 16          | Punti | Pos. |
| ---- | -------- | --------- | ---------- | --------- | --------- | --------- | --------- | --------- | ----------- | ---------- | ---------- | ----------- | ----------- | ---------- | ----------- | ----------- | ----------- | ----- | ---- |
| 2011 | MW Arden | TUR FEA 6 | TUR SPR 7  | SPA FEA 1 | SPA SPR 5 | VAL FEA 3 | VAL SPR 4 | GBR FEA 9 | GBR SPR Rit | GER FEA 19 | GER SPR 22 | UNG FEA Rit | UNG SPR 24† | BEL FEA 11 | BEL SPR Rit | ITA FEA 8   | ITA SPR Rit | 29    | 9º   |
| 2012 | MW Arden | SPA FEA 1 | SPA SPR 20 | MON FEA 5 | MON SPR 4 | VAL FEA 1 | VAL SPR 6 | GBR FEA 2 | GBR SPR 11  | GER FEA 8  | GER SPR 1  | UNG FEA 3   | UNG SPR 21  | BEL FEA 3  | BEL SPR 15  | ITA FEA Rit | ITA SPR 20  | 151,5 | 1º   |

| Legenda | 1º posto                | 2º posto        | 3º posto            | A punti      | Senza punti | Grassetto=Pole position Corsivo=Giro più veloce |
| Legenda | Solo prove/Terzo pilota | Non qualificato | Ritirato/Non class. | Squalificato | Non partito | Grassetto=Pole position Corsivo=Giro più veloce |

### Risultati in GP2 Series
| Stagione | Squadra             | 1          | 2          | 3           | 4           | 5           | 6           | 7          | 8         | 9           | 10         | 11         | 12         | 13          | 14         | 15         | 16         | 17          | 18          | 19         | 20         | 21          | 22         | Punti | Pos |
| -------- | ------------------- | ---------- | ---------- | ----------- | ----------- | ----------- | ----------- | ---------- | --------- | ----------- | ---------- | ---------- | ---------- | ----------- | ---------- | ---------- | ---------- | ----------- | ----------- | ---------- | ---------- | ----------- | ---------- | ----- | --- |
| 2013     | Arden International | SEP FEA 10 | SEP SPR 3  | BHR FEA Rit | BHR SPR 15  | CAT FEA 12  | CAT SPR 13  | MON FEA 3  | MON SPR 3 | SIL FEA 19  | SIL SPR 14 | NÜR FEA 16 | NÜR SPR 7  | HUN FEA 7   | HUN SPR 2  | SPA FEA 11 | SPA SPR 10 | MNZ FEA Rit | MNZ SPR 15  | MRN FEA 11 | MRN SPR 15 | YMC FEA Rit | YMC SPR 14 | 56    | 14º |
| 2014     | Russian Time        | BHR FEA 14 | BHR SPR 7  | CAT FEA 14  | CAT SPR 20† | MON FEA 2   | MON SPR 6   | RBR FEA 7  | RBR SPR 4 | SIL FEA 1   | SIL SPR 7  | HOC FEA 1  | HOC SPR 11 | HUN FEA 12  | HUN SPR 9  | SPA FEA 5  | SPA SPR 4  | MNZ FEA 3   | MNZ SPR 20† | SOC FEA 2  | SOC SPR 4  | YMC FEA 3   | YMC SPR 5  | 174   | 4º  |
| 2015     | Russian Time        | BHR FEA 6  | BHR SPR 17 | CAT FEA 2   | CAT SPR NP  | MON FEA Rit | MON SPR NP  | RBR FEA 10 | RBR SPR 5 | SIL FEA Rit | SIL SPR 20 | HUN FEA 17 | HUN SPR 22 | SPA FEA 5   | SPA SPR 3  | MNZ FEA 3  | MNZ SPR 1  | SOC FEA 11  | SOC SPR 8   | BHR FEA 3  | BHR SPR 1  | YMC FEA 3   | YMC SPR C  | 135   | 5º  |
| 2016     | Campos Racing       | CAT FEA 12 | CAT SPR 14 | MON FEA 5   | MON SPR 4   | BAK FEA 5   | BAK SPR Rit | RBR FEA 1  | RBR SPR 8 | SIL FEA 4   | SIL SPR 13 | HUN FEA 10 | HUN SPR 5  | HOC FEA Rit | HOC SPR 10 | SPA FEA 16 | SPA SPR 13 | MNZ FEA 8   | MNZ SPR Rit | SEP FEA 8  | SEP SPR 6  | YMC FEA 15  | YMC SPR 8  | 90    | 12º |

| Legenda | 1º posto                | 2º posto        | 3º posto            | A punti      | Senza punti | Grassetto=Pole position Corsivo=Giro più veloce |
| Legenda | Solo prove/Terzo pilota | Non qualificato | Ritirato/Non class. | Squalificato | Non partito | Grassetto=Pole position Corsivo=Giro più veloce |

† Il pilota non ha terminato la gara, ma è stato ugualmente classificato avendo completato il 90% della distanza di gara.

### Risultati in Formula E
| Stagione | Squadra                 | Vettura               | 1                   | 2            | 3           | 4                                               | 5       | 6      | 7       | 8      | 9      | 10      | 11      | 12     | 13     | 14      | 15      | 16    | Punti | Pos |
| --- | ----------------------- | --------------------- | ------------------- | ------------ | ----------- | ----------------------------------------------- | ------- | ------ | ------- | ------ | ------ | ------- | ------- | ------ | ------ | ------- | ------- | ----- | ----- | --- |
| 2016-17 | Panasonic Jaguar Racing | Spark-Jaguar I-Type 1 | HKG Rit             | MAR 17       | BNA 13      | MEX 4                                           | MON 10  | PAR 9  | BER Rit | BER 17 | NYC NC | NYC Rit | MTR 7   | MTR 12 |        |         |         |       | 22    | 14º |
| 2017-18 | Panasonic Jaguar Racing | Spark-Jaguar I-Type 2 | HKG 12              | HKG 3        | MAR 11      | SAN 7                                           | MEX 6   | PDE 4  | ROM 9   | PAR 15 | BER 6  | ZUR 7   | NYC Rit | NYC 6  |        |         |         |       | 68    | 7º  |
| 2018-19 | Panasonic Jaguar Racing | Spark-Jaguar I-Type 3 | DIR 4               | MAR 9        | SAN 6       | MEX 7                                           | HKG 7   | SAY 9  | ROM 1   | PAR 16 | MON 6  | BER 12  | BRN 2   | NYC 2  | NYC 17 |         |         |       | 105   | 5º  |
| 2019-20 | Panasonic Jaguar Racing | Spark-Jaguar I-Type 4 | DIR 10              | DIR 18       | SAN 3       | MEX 1G                                          | MAR 6   | BER 13 | BER 12* | BER 9  | BER 7  | BER 7*  | BER 11  |        |        |         |         |       | 71    | 7º  |
| 2020-21 | Panasonic Jaguar Racing | Spark-Jaguar I-Type V | DIR 3               | DIR Rit      | ROM 3       | ROM 6                                           | VAL Rit | VAL 15 | MON 3   | PUE 8  | PUE 9  | NYC Rit | NYC 13  | LON 14 | LON 3  | BER 3   | BER Rit |       | 90    | 4°  |
| 2021-22 | Jaguar TCS Racing       | Spark-Jaguar I-Type V | DIR 10*             | DIR 21       | MEX 19      | ROM 1                                           | ROM 1*  | MON 2  | BER 5   | BER 10 | GIA 1  | MAR 3   | NYC 11  | NYC 3  | LON 5  | LON Rit | SEO 1   | SEO 7 | 180   | 2°  |
| 2022-23 | Jaguar TCS Racing       | Spark-Jaguar I-Type 6 | MEX 8               | DIR 10       | DIR 7       | HYD Rit                                         | CAP 11  | SAP 1  | BER 1   | BER 4  | MON 2  | GIA Rit | GIA 3   | POR 4  | ROM 1  | ROM Rit | LON 1   | LON 2 | 197   | 3º  |
| 2023-24 | Jaguar TCS Racing       | Spark-Jaguar I-Type 6 | MEX 5               | DIR 5        | DIR 10      | SAP 2                                           | TOK 15  | MIS 5  | MIS NC  | MON 1  | BER 4  | BER 6   | SHA 1   | SHA 5  | POR 8  | POR 3   | LON 2   | LON 3 | 189   | 2º  |
| 2024-25 | Jaguar TCS Racing       | Spark-Jaguar I-Type 7 | SAP 1               | MEX Rit      | JED 20      | JED Rit                                         | MIA 16  | MON 20 | MON 18  | TOK    | TOK    | SHA     | SHA     | GIA    | BER    | BER     | LON     | LON   | 25*   |     |
| \| Legenda \| 1º posto \| 2º posto \| 3º posto \| A punti \| Senza punti \| Grassetto=Pole position Corsivo=Giro più veloce \| \| Legenda \| Solo prove/Terzo pilota \| Non qualificato \| Ritirato/Non class. \| Squalificato \| Non partito \| Grassetto=Pole position Corsivo=Giro più veloce \| |                         |                       |                     |              |             |                                                 |         |        |         |        |        |         |         |        |        |         |         |       |       |     |
| Legenda | 1º posto                | 2º posto              | 3º posto            | A punti      | Senza punti | Grassetto=Pole position Corsivo=Giro più veloce |         |        |         |        |        |         |         |        |        |         |         |       |       |     |
| Legenda | Solo prove/Terzo pilota | Non qualificato       | Ritirato/Non class. | Squalificato | Non partito | Grassetto=Pole position Corsivo=Giro più veloce |         |        |         |        |        |         |         |        |        |         |         |       |       |     |

* Stagione in corso.

## Vita privata
Evans frequentava il Saint Kentigern College a Pakuranga, Auckland, ma lo ha lasciato alla fine del 2010 per concentrarsi sulla sua crescente carriera. La sua carriera è stata finanziata dall'imprenditore Colin Giltrap, che ha aiutato anche altri piloti neozelandesi come Scott Dixon, Chris van der Drift e Brendon Hartley.